# Grammy-díj
A Grammy-díj (angolul: GRAMMY® Awards; ill. Phonograph Gramophone Awards) vagy egyszerűen Grammy az amerikai Hangrögzítő Művészetek és Tudományok Nemzeti Akadémiája (National Academy of Recording Arts and Sciences) által alapított, évente átadott díj, mellyel a zeneipar kimagasló eredményeit ismerik el. A díjátadót neves előadók fellépései kísérik és a televízió is közvetíti. Jelenleg a Grammy a legnagyobb presztízsű elismerés a zeneiparban.
A díjat 1958-ban alapították. Az ABC tévétársaság 1971-es első élő tévéközvetítését megelőzően az 1960-as években az NBC tévétársaság The Best on Record címmel felvételről sugározta a díjátadó összefoglalóját. Az első Grammy Awards az NBC csatornán 1959. november 29-én került adásba a Sunday Showcase című műsor keretében, mely eredetileg tévéfilmeket és revüműsorokat sugárzott. 1971-ig a díjátadó ünnepségeket két helyszínen, New Yorkban és Los Angelesben is megrendezték, a díjazottak pedig választhattak a két helyszín közül, hogy hol veszik át az elismerést. Az Akadémiától Pierre Cossette vásárolta meg a jogokat, hogy közvetíthesse a ceremóniát, és megszervezte az első élő tévéadást. Miután a díjátadás helyszíne Nashville-be (Tennessee) került, 1973-ban a CBS vásárolta meg a közvetítési jogokat. A Grammy-ceremóniát korábban közvetítő ABC számára pedig kárpótlásul létrehozták az Amerikai Zenei Díjat (American Music Award).
1974-től ismét Los Angelesben (a Shrine Auditoriumban), illetve egyes években New Yorkban (a Radio City Music Hallban vagy a Madison Square Gardenben) adták át a díjakat. 2003 és 2018 kivételével az új évezredben a Los Angeles-i Staples Center volt a gála helyszíne.
A legtöbb győzelemmel rendelkező előadó a Grammy-díjak történetében Beyoncé énekesnő, 32 díjjal. A férfi előadóknál a legtöbb Grammyvel a magyar Solti György karmestert, zongoraművészt díjazták, mintegy 31 alkalommal. A könnyűzenei együttesek között a U2 tartja a rekordot 22 Grammy-díjjal, míg az összes zenekart figyelembe véve a Chicagói Szimfonikusok állnak az első helyen 60 győzelemmel.

## Az arany gramofon
A jelenleg használt szobrot kizárólagosan a Billings Artworks cég gyártja a coloradói Ridgewayben. A szobrok mindegyikét kézzel formázzák és illesztik össze. Évekkel ezelőtt a régi, kisebb szobrot át kellett alakítani, mivel a használt fémek túl lágyak voltak, és sok problémát okozott, hogy könnyen eltört. Az új szobor nagyobb és tömörebb lett. A Grammyt részenként rakják össze, végül a fémet bevonják arannyal. A tévéadásban használt szobrok csak kellékek. 2007-ig összesen 7578 darab Grammy-szobrot adtak át.

## Kategóriák
Az egyes kategóriákban több megnevezett jelölt közül kerül ki a díjazott. A zenei műfajoktól független négy általános kategória a következő:
- Az év albuma (Album of the Year), melyet a kiválasztott album előadója és a produkciós stáb kap az év albumáért.
- Az év felvétele (Record of the Year), melyet a kiválasztott dal előadója és a produkciós stáb kap az év felvételéért.
- Az év dala (Song of the Year), melyet a kiválasztott dal szerzője, ill. szövegírója kap az év daláért.
- Legjobb új előadó (Best New Artist), melyet az az előadó kap, aki tárgyévben jelenteti meg első olyan felvételét, amely megalapozta ismertségét (ez nem feltétlenül az előadó tényleges első megjelenése).

A további kategóriákban a díjakat specifikusan egy-egy zenei műfajhoz tartozó előadó ill. produkció kapja, továbbá olyan nem zenei típusú közreműködések, mint a grafikai megjelenés és a videó. Ezenkívül a többéves kimagasló teljesítményeket különböző életműdíjakkal honorálják minden évben.

## Jelölési procedúra
Hanglemeztársaságok és személyek jelölhetnek felvételeket. A jelöléseket online regisztrálják, majd kinyomtatott formában elküldik a National Academy of Recording Arts and Sciences részére. A regisztráció után egy 150 szakértő által végzett felülvizsgálati eljáráson megy át a jelölés. A vizsgálat célja, hogy a hivatalos jelöléshez megállapítsák, a jelölt egyáltalán jogosult-e a jelölésre, ill. elhelyezik a megfelelő kategóriacsoportba. A szakértők szavazhatnak úgy, hogy az általános kategóriákban ("Az év albuma", "Az év felvétele", "Az év dala", és "Legjobb új előadó" tartoznak ide), továbbá a szavazólapjaikon szereplő összesen 30 kategóriacsoporton (zenei műfajon) belül nem több mint 9 kategóriában jelölik a felvételt. Kategóriánként csak 5 jelöltet támogathatnak. Ezután összesítik a szavazatokat. 
Kategóriánként az öt legtöbb szavazatot kapott felvétel lesz hivatalosan jelölt a Grammy-díjra. Azonos szavazatszámok esetén lehet csak ötnél több hivatalos jelölt egy kategóriában. Miután kihirdették a jelölteket, az Akadémia tagjai megkapják a szavazólapokat a végső döntéshez. A tagok ezután az általános kategóriacsoportban, ill. további 8 kategóriacsoporton belül voksolhatnak. A szavazólapokat zárt ajtók mögött az egyik legnagyobb független könyvvizsgáló cég, a Deloitte Touche Tohmatsu összesíti. A szavazatok megszámlálása után kihirdetik a Grammy-díj nyerteseit. Adott kategóriát a legtöbb szavazatot kapott felvételi nyeri, de holtverseny lehetséges. 
A nyerteseknek átadják a Grammy-díjat, míg azok a jelöltek, akik nem nyertek, egy medált kapnak jelöltségük igazolására. Mindazon akadémiai tagok, akik a jelöltállításban és a végső döntésben részt vesznek, kizárólag a minőség alapján szavaznak. Nem vehetik figyelembe az eladási adatokat, a slágerlistás helyezéseket, a személyes barátságokat, helyi kötődéseiket, vagy a saját cégükhöz való lojalitást. Ajándékok elfogadása tilos. A tagoknak az Akadémia integritásának megőrzését szem előtt tartva kell voksolniuk. Mind a jelölési, mind a végső szavazási procedúra megköveteli, hogy a tagok csakis saját szakterületüknek megfelelő kategóriacsoportokban szavazzanak.

## Kritikák
Számos zenei előadó adott hangot a Grammy-díjjal kapcsolatos ellenérzéseinek. Maynard James Keenan, a Tool nevű progresszív metál-együttes frontembere így bírálta a Grammyt:
Azt hiszem, a Grammy nem más, mint egy gigantikus promóciós gépezet a zeneipar számára. Alacsonyan tartják a szellemi színvonalat, és a tömegeket táplálják. Nem a művészeteket ismerik el, és nem azért díjazzák a művészt, amit megalkotott. Valójában így működik az egész.
Gyakran kritizálják a Grammyt, hogy nem tükrözi a közvéleményt. Néhány kritikus vitatja, hogy az olyan nagyszabású díjátadók, mint a Grammy, pusztán csak a zeneipar kísérletei lennének, hogy magukat dicsérjék, miközben a termékeiket reklámozzák. Néhány kritikus vitatja, hogy a nyertesek alapvetően a jelölő és szavazó akadémiai tagok társadalmi, politikai és művészeti preferenciáit tükrözik.
Sokan azért kritizálják, mert a lényegesnél sokkal több kategóriában oszt ki díjakat, és a terjedelmes gálaműsor nagy része csak töltelék. Bono, a U2 frontembere, szintén kritizálta a Grammyt korábban, ám később méltányolni kezdte a díjat:
Volt ott minden: harag, szeretet, megbocsátás, család, közösség és a történelem legmélyebb érzékelése... Itt volt az amerikai zene teljes ereje, hogy kivívja az arroganciámat. A műsor többi részét új szemmel néztem. A Grammy-díj egyetlen csarnokba invitálta a jazz, a rock, a country, a soul és a klasszikus zenét. Semmibe veszik a demográfiai kutatásokat, amelyek a kategóriák összeállítását segítenék, semmi előzetes kutatás – egy őrült katyvasza az alaposságnak és az abszurditásnak, illetve annak a borzongató felismerése, hogy ami valakinek Mozart, az egy másiknak Vegas.

## Érdekességek
Eddig a Milli Vanilli volt az egyetlen zenei formáció, melytől elvették a díjat, miután kiderült, hogy csak playback produkció volt.

## Rekordok

### Legtöbb díj
| Helyezés | Előadó            | Díjak |
| -------- | ----------------- | ----- |
| 1        | Beyoncé           | 32    |
| 2        | Solti György      | 31    |
| 2        | Quincy Jones      | 31    |
| 4        | Alison Krauss     | 27    |
| 5        | Pierre Boulez     | 26    |
| 6        | Chick Corea       | 25    |
| 6        | Vladimir Horowitz | 25    |
| 6        | John Williams     | 25    |
| 9        | Jay-Z             | 23    |
| 10       | Vince Gill        | 22    |
| 10       | U2                | 22    |
| 10       | Kanye West        | 22    |
| 10       | Stevie Wonder     | 22    |
| 14       | Henry Mancini     | 20    |
| 14       | Pat Metheny       | 20    |
| 14       | Al Schmitt        | 20    |
| 14       | Bruce Springsteen | 20    |

### Legfiatalabb győztesek
| Helyezés | Életkor            | Előadó          |
| -------- | ------------------ | --------------- |
| 1        | 8 éves             | Leah Peasall    |
| 2        | 9 éves, 66 napos   | Blue Ivy Carter |
| 3        | 11 éves            | Hannah Peasall  |
| 4        | 14 éves            | Sarah Peasall   |
| 5        | 14 éves, 182 napos | LeAnn Rimes     |
| 6        | 14 éves, 313 napos | Luis Miguel     |
| 7        | 16 éves, 308 napos | Stephen Marley  |
| 8        | 17 éves, 80 napos  | Lorde           |
| 9        | 18 éves, 39 napos  | Billie Eilish   |
| 10       | 18 éves, 105 napos | Daya            |

### Legidősebb győztesek
| Helyezés | Életkor            | Előadó              |
| -------- | ------------------ | ------------------- |
| 1        | 97 éves, 221 napos | Pinetop Perkins     |
| 2        | 95 éves, 31 napos  | George Burns        |
| 3        | 94 éves, 132 napos | Jimmy Carter (2019) |
| 4        | 91 éves, 137 napos | Jimmy Carter (2016) |
| 5        | 90 éves, 52 napos  | Elizabeth Cotten    |
| 6        | 90 éves, 26 napos  | Betty White         |

### Legtöbb jelölés
| Helyezés | Előadó            | Jelölések |
| -------- | ----------------- | --------- |
| 1        | Quincy Jones      | 80        |
| 1        | Jay-Z             | 80        |
| 3        | Beyoncé           | 88        |
| 3        | Paul McCartney    | 88        |
| 5        | Solti György      | 74        |
| 5        | Stevie Wonder     | 74        |
| 7        | Henry Mancini     | 72        |
| 7        | John Williams     | 72        |
| 9        | Kanye West        | 70        |
| 10       | Pierre Boulez     | 67        |
| 10       | Chick Corea       | 67        |
| 12       | Leonard Bernstein | 63        |
| 13       | Jay David Saks    | 53        |
| 14       | Willie Nelson     | 52        |
| 15       | Dolly Parton      | 50        |
| 15       | Thomas Z. Shepard | 50        |
| 15       | Bruce Springsteen | 50        |
| 18       | Babyface          | 49        |
| 18       | James Mallinson   | 49        |

## Fordítás
- Ez a szócikk részben vagy egészben  a   Grammy Award című angol Wikipédia-szócikk fordításán alapul.  Az eredeti cikk szerkesztőit annak laptörténete sorolja fel. Ez a jelzés csupán a megfogalmazás eredetét és a szerzői jogokat jelzi, nem szolgál a cikkben szereplő információk forrásmegjelöléseként.